# Thomas Kiefer
Pour les articles homonymes, voir Kiefer.
Thomas Nisbit Kiefer est un rameur américain né le 25 février 1958 à Sharon (Connecticut).

## Biographie
Thomas Kiefer a participé à l'épreuve de quatre avec barreur aux Jeux olympiques d'été de 1984 à Los Angeles avec comme partenaires Michael Bach, Gregory Springer, Edward Ives et John Stillings. Ils ont remporté la médaille d'argent.